# Космическая подкова
Космическая подкова — система из двух гравитационно-линзированных галактик в созвездии Льва.
Объект представляет собой далёкую галактику, прямо перед которой на луче зрения расположена массивная галактика LRG 3-757. Свет дальней галактики, проходя через гравитационное поле ближней, линзируется им, и изображение фоновой галактики становится подковообразным (кольцо Эйнштейна). «Подкова» охватывает около 300° и имеет диаметр 10,2 секунды дуги.
Галактика переднего плана, LRG 3-757, чрезвычайно массивна: примерно в сто раз массивнее нашей галактики Млечный Путь. Галактика LRG 3-757 принадлежит к редкому классу галактик, называемых яркими красными галактиками (англ. luminous red galaxies (LRG), которые испускают сильное инфракрасное излучение.
Система была открыта в 2007 году международной группой учёных в рамках проекта SDSS и изучена космическим телескопом «Хаббл».